# Philip Graham
Philip Graham (* 18. Juli 1915; † 3. August 1963) war ein US-amerikanischer Verleger und Medienzar.

## Leben
Als Herausgeber des Law Review heiratete er 1940 Katharine Graham, wandte sich 1942 dem Army Air Corps zu und arbeitete unter anderem für William Donovan und Al McCormick. 1946 wurde er Mitherausgeber der Washington Post. Die Kreise, in denen er sich bewegte, wurden als Georgetown Set bekannt. Als Anhänger der Demokraten versuchte er ab 1953 Lyndon B. Johnson zum Präsidenten aufzubauen. In der Kennedy-Ära verschaffte Graham vielen seiner alten Freunde einflussreiche Positionen. Seine engen Verbindungen zur CIA wirkten sich auch auf die Mediengestaltung in den USA aus. Er übernahm die Kontrolle über die Fernsehstationen WTOP und WJXT, über Newsweek, Art News und Portfolio – auch hier war ihm seine alte Verbindung zu McCormick hilfreich. Graham nahm sich, manisch-depressiv erkrankt, mit einer Schusswaffe das Leben.
| Personendaten    | Personendaten                            |
| ---------------- | ---------------------------------------- |
| NAME             | Graham, Philip                           |
| KURZBESCHREIBUNG | US-amerikanischer Verleger und Medienzar |
| GEBURTSDATUM     | 18. Juli 1915                            |
| STERBEDATUM      | 3. August 1963                           |